# Ellinor von Puttkamer
Ellinor von Puttkamer (* 18. Juli 1910 in Versin, Kreis Rummelsburg i. Pom.; † 13. November 1999 in Bonn; vollständiger Name Ellinor Helene Ottony Erna von Puttkamer) war eine deutsche Diplomatin und Historikerin. Sie war von 1969 bis 1973 als Botschafterin die Leiterin der deutschen Vertretung beim Europarat.

## Leben
Ellinor von Puttkamer wurde als siebtes und jüngstes Kind des Generallandschaftsrats und Gutsbesitzers Andreas von Puttkamer (1869–1934) und seiner Ehefrau Elsbeth von Zitzewitz (1874–1935), Tochter des Generalmajors z. D. Otto von Zitzewitz und der Alice Grunau, geboren. Die Familie Puttkamer gehört zu den ältesten Adelsfamilien Pommerns. 
Ellinor von Puttkamer studierte von 1930 bis 1936 an den Universitäten Köln, Marburg, Berlin sowie Innsbruck Geschichte. Mit der Dissertation Frankreich, Rußland und der polnische Thron 1733 wurde sie 1936 in Berlin zum Dr. phil. promoviert. Ein prägender akademischer Lehrer war der Osteuropahistoriker Otto Hoetzsch, der allerdings in der NS-Zeit ab 1935 nicht mehr lehren durfte. Von 1936 bis 1945 arbeitete von Puttkamer am Kaiser-Wilhelm-Institut für ausländisches öffentliches Recht und Völkerrecht in Berlin. Nebenbei studierte sie von 1940 bis 1942 in Berlin Rechtswissenschaften, konnte dieses Studium aber nicht abschließen. Ihr juristischer Sachverstand ermöglichte ihr dennoch ihre spätere Karriere als Diplomatin.
Nach dem Zweiten Weltkrieg arbeitete sie jeweils für kurze Zeit als Lehrkraft an der Universität Heidelberg und als Fakultätsassistentin an der Universität Mainz. Dank des Einsatzes von Carl Ophüls wurde sie im März 1949 als Beamtin in die Verwaltung des Vereinigten Wirtschaftsgebiets berufen. Nach Gründung der Bundesrepublik Deutschland wechselte sie ins Bundesjustizministerium, wo sie ab Dezember 1951 Oberregierungsrätin im Referat für Besatzungs- und Völkerrecht war.
Im Jahre 1953 trat sie in den Auswärtigen Dienst ein. Von 1956 bis 1960 war sie als politische Referentin des Beobachters der Bundesrepublik Deutschland (die damals noch kein UN-Mitglied war) bei den Vereinten Nationen in New York stationiert. Anschließend übernahm sie für neun Jahre die Leitung des Referats „Vereinte Nationen, Internationale weltweite Organisationen“ im Bonner Auswärtigen Amt, ab 1961 trug sie die Amtsbezeichnung Vortragende Legationsrätin I. Klasse. Während der Amtszeit Willy Brandts als Außenminister wurde sie im Januar 1969 zur Botschafterin und Leiterin der bundesrepublikanischen Vertretung beim Europarat in Straßburg ernannt, diesen Posten behielt sie bis zur Versetzung in den einstweiligen Ruhestand im August 1973. Im Jahr darauf wurde sie pensioniert. Von Puttkamer war die erste Botschafterin in der Geschichte der Bundesrepublik Deutschland (die DDR hatte schon 1950 Änne Kundermann zur Botschafterin in Bulgarien ernannt).
Neben ihrer hauptberuflichen Tätigkeit war Ellinor von Puttkamer weiterhin als Historikerin tätig. 1951 habilitierte sie sich an der Universität Bonn mit ihrer bereits 1944 erschienenen Schrift Die polnische Nationaldemokratie und erhielt die Venia Legendi für Vergleichende Verfassungsgeschichte und Osteuropäische Geschichte. 1963 wurde sie in Bonn zur außerplanmäßigen Professorin für Osteuropäische Geschichte, speziell Rechts- und Verfassungsgeschichte, ernannt. Sie schrieb unter anderem Werke zur Geschichte Pommerns. Von 1976 bis 1987 gehörte sie zur Schriftleitung der Zeitschrift Baltische Studien, wo sie zahlreiche Buchbesprechungen veröffentlichte, insbesondere – begünstigt durch ihre guten polnischen Sprachkenntnisse – über polnischsprachige Schriften.
1968 wurde sie mit dem Großen Bundesverdienstkreuz ausgezeichnet. Die Gesellschaft für pommersche Geschichte, Altertumskunde und Kunst wählte von Puttkamer zum Ehrenmitglied.
Nach Ellinor von Puttkamer wurde im Jahre 2020 im Gebäude des Auswärtigen Amts in Berlin ein Saal als „Ellinor-von-Puttkamer-Saal“ benannt. Das Auswärtige Amt würdigt damit nach eigenen Worten „eine Wegbereiterin für eine gleichberechtigte Außenpolitik, in der Diplomatie keine ‚Männersache‘ ist“.

## Schriften

### Monographien
- Frankreich, Rußland und der polnische Thron 1733. Ein Beitrag zur Geschichte der französischen Ostpolitik. Ost-Europa-Verlag, Königsberg, Berlin 1937, 116 Seiten.
- Die polnische Nationaldemokratie. Burgverlag, Krakau 1944.
- Föderative Elemente im deutschen Staatsrecht seit 1648. Musterschmidt, Göttingen, Berlin, Frankfurt am Main 1955, 191 Seiten.
- mit Heinz Dröge und Fritz Münch: Die Bundesrepublik Deutschland und die Vereinten Nationen. Oldenbourg Verlag, München 1966.
- Geschichte des Geschlechts von Puttkamer (= Deutsches Familienarchiv, Band 83–85). Degener, Neustadt an der Aisch 1984, ISBN 3-7686-5064-2.

### Aufsätze
- Die Curzon-Linie als Ostgrenze Polens. In: Die Wandlung. Band 2, 2. Heft (15. April 1947). Verlag Lambert Schneider, Heidelberg, S. 175–183.
- Die Lande Lauenburg und Bütow – internationales Grenzgebiet. In: Baltische Studien. Neue Folge Band 62, 1976, ISSN 0067-3099, S. 7–22.
- Die Swenzonen und das Land Schlawe. In: Manfred Vollack (Hrsg.): Der Kreis Schlawe – Ein pommersches Heimatbuch. Band 1. 2. Auflage. Husum Druck- und Verlagsgesellschaft, Husum 1997, ISBN 3-88042-239-7, S. 545–550.
- Die Bauernbefreiung im östlichen Hinterpommern. In: Manfred Vollack (Hrsg.): Der Kreis Schlawe – Ein pommersches Heimatbuch. Band 1. 2. Auflage. Husum Druck- und Verlagsgesellschaft, Husum 1997, ISBN 3-88042-239-7, S. 603–608.